# 발포항 (거제시)
발포항은 경상남도 거제시 둔덕면 술역리에 있는 어항이다. 2003년 2월 3일 어촌정주어항으로 지정하여 관리하고 있다. 시설관리자는 거제시장이다.

## 어항 연혁
- 염막개 서남쪽에 있는 바다에 민물과 썰물때 고기가 유동함으로 대발의 죽방렴을 설치하여 바닷고기가 들어가도록하는 긴 말뚝에 대발의 어장이 있었다.

## 어항 구역
- 수역: 미지정(거제시 둔덕면 술역리 952-14번지 수역)
- 육역: 미지정

## 어항 시설
- 선착장

## 주요 어종
- 굴, 멍게, 장어, 노래미, 멸치